# Epiplema quadruncata
Epiplema quadruncata är en fjärilsart som beskrevs av Walker 1862. Epiplema quadruncata ingår i släktet Epiplema och familjen Uraniidae. Inga underarter finns listade i Catalogue of Life.